# Dra Til Helvete!/Restart The Night!
Dra Til Helvete!/Restart The Night! er et splitalbum fra de to norske black metal-bands Taake og Gigantomachy. Det blev udgivet i 2006, og er Gigantomachys eneste officielle udgivelse (flere af Gigantomachys medlemmer var tidligere eller nuværende Taake-medlemmer).

## Spor
Spor 1 og 2 er af Taake, spor 3 og 4 er af Gigantomachy
1. "Voldtekt" – 03:33
2. "Death Trap" (Destruction cover) – 06:45
3. "The Soil" – 08:09
4. "Earth Bound" – 09:08